# Sabulodes atropesaria
Sabulodes atropesaria là một loài bướm đêm trong họ Geometridae.